# Lotten Gustafsson Reinius
Lotten Gustafsson Reinius, född 1965, är en svensk etnolog och tidigare museichef. 
Hon disputerade vid Stockholms universitet 2002 med avhandlingen Den förtrollade zonen (om Medeltidsveckan på Gotland). Hon arbetade från 2003 på Etnografiska museet i Stockholm och var museets chef 2014–2016.
2016–2019 är hon gästprofessor i etnologi vid Stockholms universitet och Nordiska museet, sedan den så kallade Hallwylska professuren omvandlats till en gästprofessur. 